# Горюхин, Руслан Евгеньевич
Руслан Евгеньевич Горюхин (род. 2 февраля 1966, Одесса, СССР) —— российский бизнесмен, бывший президент Федерации каратэ России Ашихара кайкан, основатель стрелкового клуба «Импульс».

## Биография
В 1982 году окончил Одесскую среднюю образовательную школу.
В 2003 году окончил Одесский национальный университет им. И. И. Мечникова по специальности «менеджмент внешнеэкономической деятельности».
1988—1997 гг. — руководитель предприятий легкой промышленности («Ротекс 66», «Росхим»).
1997—1998 гг. — руководитель московского представительства компании «Кузнецкие ферросплавы».
1998—2015 гг. —— соучредитель и руководитель компании «Северные газовые магистрали». Вместе с партнёрами занимался прокладкой трубопроводов, предназначенных для транспортировки нефти и газа. Создал собственную логистическую группу — партнёра компаний Лукойл, Татнефть и Газпром.
2007—2013 гг. — соучредитель ООО "Торговый дом «Промгазресурс» — поставщика труб большого диаметра для ОАО «Газпром».
2008—2014 гг. —— генеральный директор, с момента основания, ООО «Стройгазмонтаж», за два года занявшей под его руководством 2 место в рейтинге подрядчиков нефтегазового строительства России. Покинул компанию в 2014 году.
2013—2015 гг. — основатель и руководитель компании «РГ-Девелопмент». Покинул компанию в 2015 году.
С 2015 года занимается частными инвестициями и благотворительностью.
По одним данным, после рождения дочерей в 2014 году Горюхин решил посвятить всё время семье и детям, завершил все бизнес-проекты, оставил все посты и переехал в Швейцарию. По другим, в 2017 году он проживал в особняке на Рублёвке.

## Семья
Женат, имеет сына и четырёх дочерей.

## Спортивные увлечения, достижения и деятельность
С 2007 по 2019 гг. являлся президентом Федерации каратэ России Ашихара кайкан.
Находясь на посту руководителя федерации, он смог существенно расширить число сторонников Ашихара-каратэ, обеспечив кратный рост их численности, в период его руководства было открыто несколько десятков новых клубов в различных городах, а сборная команда России занимала призовые места на Чемпионатах Мира по ашихара-каратэ. Во время регистрации в Минспорте Всестилевого Карате Горюхин обеспечил переход Федерации каратэ России Ашихара кайкан из разваливавшегося Спортивного Союза Стилевого Каратэ России в Федерацию Всестилевого Каратэ России. Под руководством Горюхина федерация провела 11 крупных соревнований, он обеспечил формирование учебно-тренировочных программ и издание литературы по Ашихара каратэ, что позволило федерации открывать свои отделения в спортивных школах. В период объединения нескольких видов российского карате на общей платформе стилевого/всестилевого карате, Горюхин обеспечил автономию соревнований ашихара-карате, сохранив организационную самостоятельность федерации. Обладатель первого дана Ашихара-каратэ, мастер спорта.
В 2017 году открыл стрелковый клуб «Импульс». Продвинутый уровень стрельбы.
Увлекается, также, скалолазаньем, альпинизмом, трекингом.

## Конфликт с немецкой газетой
Влиятельная немецкая газета Sueddeutsche Zeitung связала Горюхина с Ротенбергом и упомянула московскую компанию «РГ-Девелопмент», официальным собственником и руководителем которой числился Горюхин. Газета повторила то, о чём много лет писала российская деловая пресса.
«Аркадий Ротенберг создал новую девелоперскую компанию», — в начале 2014 года сообщили об «РГ-Девелопмент» «Ведомости», «РБК» и информационное агентство «Интерфакс». То же самое позднее отмечали «Коммерсантъ» и российский Forbes.
Ни Горюхин, ни Ротенберг не судились с российской прессой по этому поводу. Немецким журналистам повезло меньше. В 2021 году в Германии Горюхин подал в суд на Sueddeutsche Zeitung и потребовал удалить информацию о том, что Ротенберг был основателем «РГ-Девелопмент».
«Утверждение о том, что заявитель [Горюхин] основал девелоперскую компанию вместе с г-ном Ротенбергом, не соответствует действительности. Заявитель подтвердил с помощью письменных показаний под присягой, что он один основал рассматриваемую компанию и что г-н Ротенберг никогда не был акционером или сотрудником компании», — говорится в решении немецкого суда.

## Благотворительность
В 2012 году при спонсорском участии Руслана Горюхина успешно завершилось строительство приюта для сирот в Одессе.
В 2014 году возглавлял благотворительный фонд «Создаем будущее», ориентированный на помощь незащищенным слоям населения и организациям, осуществляющим социально-значимые проекты.
На протяжении многих лет поддерживает Федерацию Еврейских Общин России (ФЕОР), Еврейскую общину Одессы и юга Украины. При участии Руслана Горюхина идет строительство приюта для девочек в Одессе. В период пандемии коронавируса он также финансировал покупку оборудования и оснащение медицинской техникой больницы в Одессе. Помимо этого, в качестве попечителя оказывал спонсорскую помощь московской школе «Ор Менахем» при переходе на дистанционное обучение.

## Награды и общественное признание
Премия «Персона года — 2010» за вклад в развитие нефтегазовой инфраструктуры.
Дважды, в 2010 и 2012 гг был удостоен почётного знака «Эколог года» конкурса «100 лучших организаций России».
В 2012 году был избран в президиум Европейского делового конгресса.
Возглавлял ассоциацию производителей оборудования «Новые технологии газовой отрасли», учрежденную при поддержке ПАО «Газпром».